# Pfarrkirche Buchkirchen

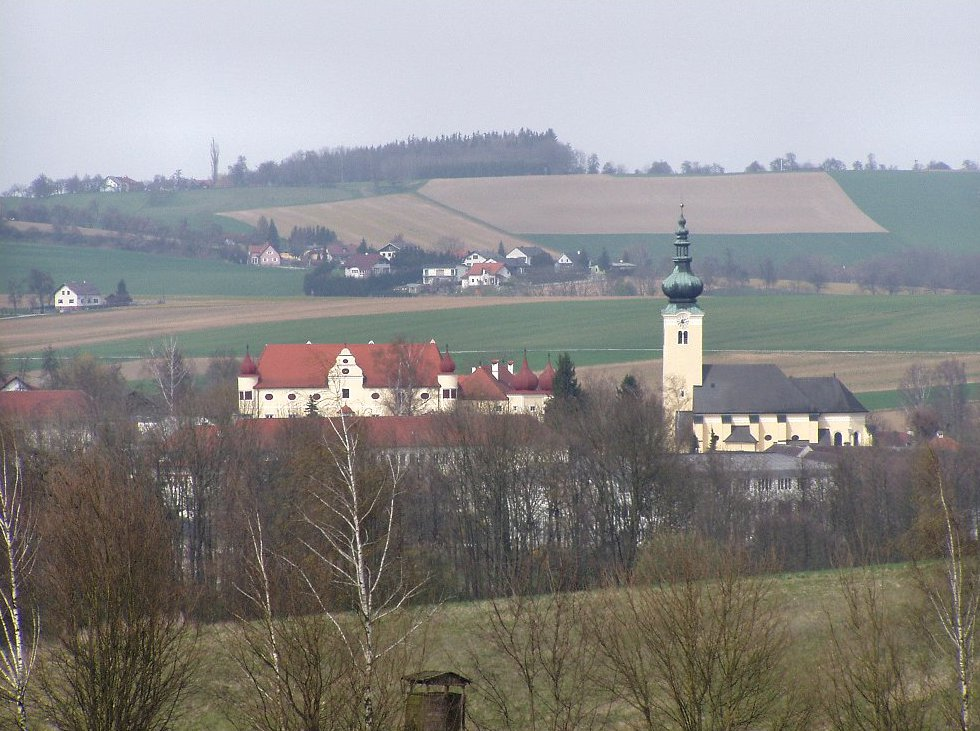
Kath. Pfarrkirche hl. Jakob in Buchkirchen

Die römisch-katholische Pfarrkirche Buchkirchen steht im Ort Buchkirchen in der Marktgemeinde Buchkirchen im Bezirk Wels-Land in Oberösterreich. Die auf den heiligen Jakob geweihte Kirche – dem Stift Kremsmünster inkorporiert – gehört zum Dekanat Wels in der Diözese Linz. Die Kirche und der Friedhof stehen unter Denkmalschutz (Listeneintrag).

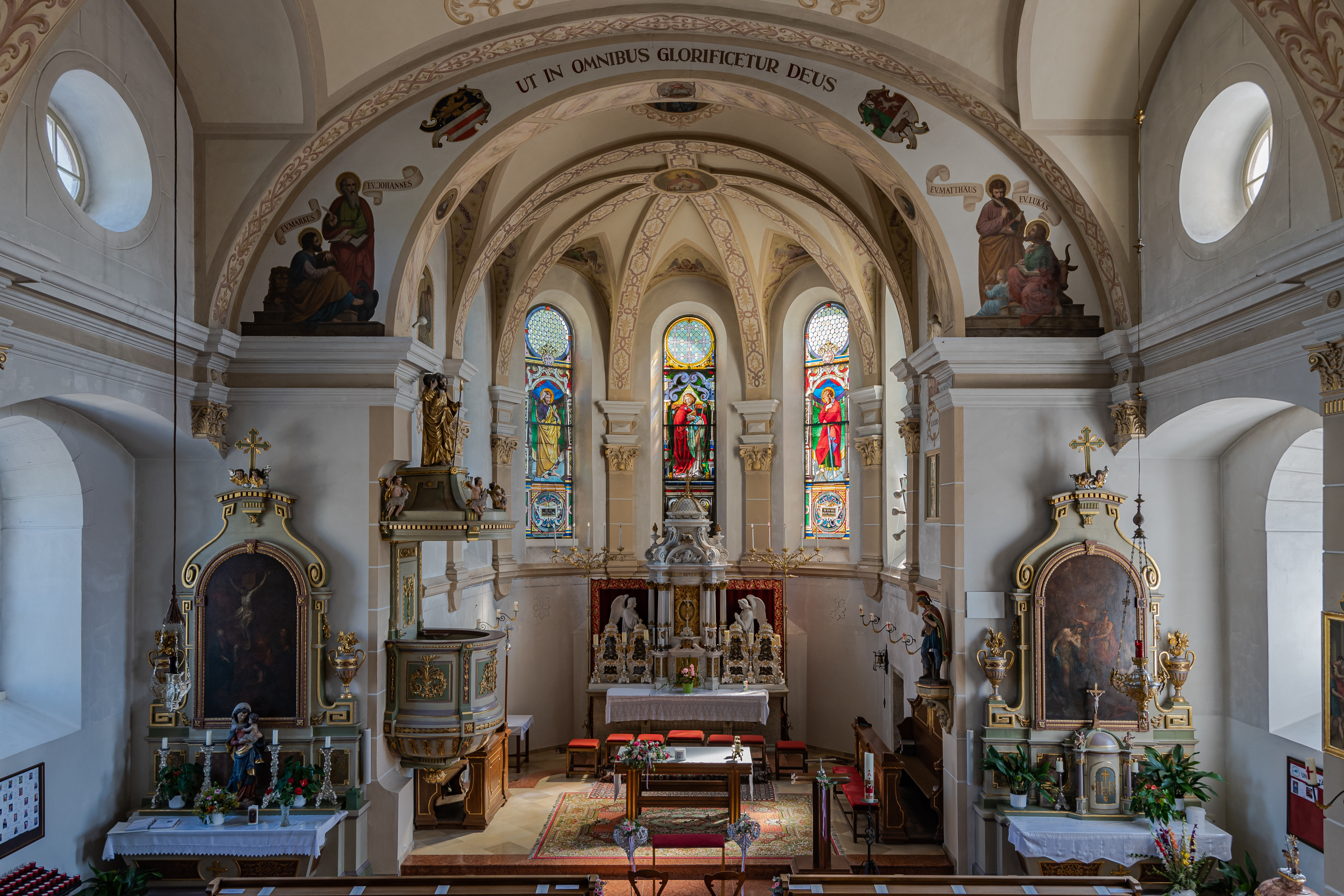
Innenansicht, Blick zum Chor

## Geschichte
Eine Kirche wurde 1179 urkundlich genannt. Der spätgotische Kirchenbau wurde gegen die Mitte des 17. Jahrhunderts barockisiert. 1889/1890 wurde die Kirche weitgehend erneuert.

## Architektur
An das einschiffige vierjochige Langhaus mit Pilastern unter einer Ringtonne auf Gurten schließt ein eingezogener einjochiger Chor mit einem Dreiachtelschluss unter einer Gewölbetonne an. Die Westempore ist zweigeschoßig. Der Westturm trägt einen barocken Zwiebelhelm.

## Ausstattung
Der Hochaltar entstand 1893. Die Seitenaltäre und die Kanzel aus dem Ende des 18. Jahrhunderts sind klassizistisch. Die zwei Seitenaltarbilder Kreuzigung und Taufe Christi malte Martin Johann Schmidt (1798) und wurden 1956/1957 restauriert.
Das Friedhofstor ist aus der Mitte des 17. Jahrhunderts.